# Bolivia en los Juegos Olímpicos de México 1968
Bolivia estuvo representada en los Juegos Olímpicos de México 1968 por un total de 4 deportistas masculinos que compitieron en 3 deportes.
El equipo olímpico boliviano no obtuvo ninguna medalla en estos Juegos.

## Participantes

### Hipismo
Salto
- Roberto Nielsen-Reyes

### Piragüismo
K-1 1000m
- Fernando Inchauste

### Tiro Deportivo
Trampa
- Carlos Asbún
- Ricardo Roberts